# Alpha Airport
Alpha Airport är en flygplats i Australien. Den ligger i kommunen Barcaldine och delstaten Queensland, omkring 770 kilometer nordväst om delstatshuvudstaden Brisbane.
Trakten runt Alpha Airport är nära nog obefolkad, med mindre än två invånare per kvadratkilometer.. Närmaste större samhälle är Alpha, nära Alpha Airport.
Omgivningarna runt Alpha Airport är i huvudsak ett öppet busklandskap.  Genomsnittlig årsnederbörd är 688 millimeter. Den regnigaste månaden är februari, med i genomsnitt 141 mm nederbörd, och den torraste är juli, med 25 mm nederbörd.